# Bonn Open 2025 - Doppio
Il doppiodel torneo di tennis professionistico Bonn Open 2025, facente parte della categoria Challenger 75 nell'ambito dell'ATP Challenger Tour 2025, si è giocato dal 4 al 10 agosto a Bonn, in Germania. Théo Arribagé e Orlando Luz erano i detentori del titolo ma solo Arribagé aveva scelto di partecipare in coppia con Luca Sanchez.
In finale Neil Oberleitner e Mick Veldheer hanno sconfitto Tim Rühl e Patrick Zahraj con il punteggio di 4–6, 7–6(3), [12–10].

## Teste di serie
1. Théo Arribagé /  Luca Sanchez (primo turno)
2. Johannes Ingildsen /  Vijay Sundar Prashanth (primo turno)

1. Alexander Merino /  Christoph Negritu (quarti di finale)
2. Neil Oberleitner /  Mick Veldheer (campioni)

## Wildcard
1. Jannik Opitz /  Tom Zeuch (primo turno)

1. Niels McDonald /  Max Schönhaus (quarti di finale)

## Tabellone

### Legenda
| - Q = Qualificato - WC = Wild card - LL = Lucky loser | - ALT = Alternate - SE = Special Exempt - PR = Protected Ranking | - w/o = Walkover - r = Ritirato - d = Squalificato |

|  | Primo turno | Primo turno                | Primo turno              | Primo turno | Primo turno |  |  | Quarti di finale | Quarti di finale           | Quarti di finale          | Quarti di finale           | Quarti di finale          |   |     | Semifinali | Semifinali               | Semifinali               | Semifinali                     | Semifinali |   |      | Finale | Finale | Finale | Finale | Finale |  |
|  |             |                            |                          |             |             |  |  |                  |                            |                           |                            |                           |   |     |            |                          |                          |                                |            |   |      |        |        |        |        |        |  |
|  | 1           | T Arribagé L Sanchez       | T Arribagé L Sanchez     | 3           | 62          |  |  |                  |                            |                           |                            |                           |   |     |            |                          |                          |                                |            |   |      |        |        |        |        |        |  |
|  |             | T Rühl P Zahraj            | T Rühl P Zahraj          | 6           | 7           |  |  |                  | T Rühl P Zahraj            | T Rühl P Zahraj           | 6                          | 6                         |   |     |            |                          |                          |                                |            |   |      |        |        |        |        |        |  |
|  |             | I Sabanov M Sabanov        | I Sabanov M Sabanov      | 62          | 3           |  |  | WC               | N McDonald M Schönhaus     | N McDonald M Schönhaus    | 3                          | 1                         |   |     |            |                          |                          |                                |            |   |      |        |        |        |        |        |  |
|  | WC          | N McDonald M Schönhaus     | N McDonald M Schönhaus   | 7           | 6           |  |  |                  |                            |                           |                            |                           |   |     |            | T Rühl P Zahraj          | 67                       | 6                              | [10]       |   |      |        |        |        |        |        |  |
|  | 3           | A Merino C Negritu         | 63                       | 6           | [10]        |  |  |                  |                            |                           | G Campana Lee A Matusevich | 79                        | 1 | [7] |            |                          |                          |                                |            |   |      |        |        |        |        |        |  |
|  | WC          | J Opitz T Zeuch            | 7                        | 3           | [6]         |  |  | 3                | A Merino C Negritu         | 64                        | 6                          | [5]                       |   |     |            |                          |                          |                                |            |   |      |        |        |        |        |        |  |
|  |             | A Braynin D Pichler        | 5                        | 7           | [6]         |  |  |                  | G Campana Lee A Matusevich | 7                         | 3                          | [10]                      |   |     |            |                          |                          |                                |            |   |      |        |        |        |        |        |  |
|  |             | G Campana Lee A Matusevich | 7                        | 65          | [10]        |  |  |                  |                            |                           |                            |                           |   |     |            | Tim Rühl Patrick Zahraj  | 6                        | 63                             | [10]       |   |      |        |        |        |        |        |  |
|  |             | L Midón G Villanueva       | 3                        | 6           | [10]        |  |  |                  |                            |                           |                            |                           |   |     |            |                          | 4                        | Neil Oberleitner Mick Veldheer | 4          | 7 | [12] |        |        |        |        |        |  |
|  |             | K Uesugi S Watanabe        | 6                        | 3           | [5]         |  |  |                  | L Midón G Villanueva       | L Midón G Villanueva      | 4                          | 3                         |   |     |            |                          |                          |                                |            |   |      |        |        |        |        |        |  |
|  |             | M Hermans K Pearson        | M Hermans K Pearson      | 4           | 64          |  |  | 4                | N Oberleitner M Veldheer   | N Oberleitner M Veldheer  | 6                          | 6                         |   |     |            |                          |                          |                                |            |   |      |        |        |        |        |        |  |
|  | 4           | N Oberleitner M Veldheer   | N Oberleitner M Veldheer | 6           | 7           |  |  |                  |                            |                           |                            |                           |   |     | 4          | N Oberleitner M Veldheer | N Oberleitner M Veldheer | 6                              | 7          |   |      |        |        |        |        |        |  |
|  |             | J Barnat F Duda            | 7                        | 4           | [10]        |  |  |                  |                            |                           | VV Cornea S Martos Gornés  | VV Cornea S Martos Gornés | 1 | 63  |            |                          |                          |                                |            |   |      |        |        |        |        |        |  |
|  |             | VV Cornea S Martos Gornés  | 65                       | 6           | [12]        |  |  |                  | VV Cornea S Martos Gornés  | VV Cornea S Martos Gornés | VV Cornea S Martos Gornés  | w/o                       |   |     |            |                          |                          |                                |            |   |      |        |        |        |        |        |  |
|  |             | D Popko D Yevseyev         | D Popko D Yevseyev       | 6           | 6           |  |  |                  | D Popko D Yevseyev         | D Popko D Yevseyev        | D Popko D Yevseyev         |                           |   |     |            |                          |                          |                                |            |   |      |        |        |        |        |        |  |
|  | 2           | J Ingildsen VS Prashanth   | J Ingildsen VS Prashanth | 4           | 4           |  |  |                  |                            |                           |                            |                           |   |     |            |                          |                          |                                |            |   |      |        |        |        |        |        |  |